# Bukovany (Karlovy Vary)
Bukovany è un comune della Repubblica Ceca facente parte del distretto di Sokolov, nella regione di Karlovy Vary.